# ヤオマサ
ヤオマサ株式会社（YAOMASA Company, Limited）は、神奈川県を営業基盤とするスーパーマーケット「ヤオマサ」を運営する企業である。
シジシージャパンに加盟している。TSUTAYAと「BOOK・OFF」の店舗も運営している。

## 沿革
- 1919年（大正8年）8月 - 田嶋政雄が小田原市に青果小売業を開業[3]。
- 1953年（昭和28年）6月 - 有限会社八百政商店（やまおさしょうてん）を設立[2]。
- 1976年（昭和51年）9月21日 - 資本金5000万円で株式会社スーパーマーケットヤオマサを設立[2]。心身障害者雇用優良企業所として神奈川県知事より表彰を受ける[3]。
- 1989年（平成1年）
  - 4月 - 神奈川県西地区に3社のスーパーマーケットが加盟する共同仕入機構の株式会社神奈川西部シジシーを設立[3]。
  - 8月 - 社名をヤオマサ株式会社に改称[2]。

## 店舗
現在の店舗については公式サイト「ヤオマサ店舗情報」を参照。

### かつて存在した店舗
- （初代）鴨宮店（小田原市鴨宮25[4]）
店舗面積135m2[4]。
- 青物町店（小田原市、1975年（昭和50年）11月開店[5]）
店舗面積450m2[5]。
シーサイドスカイマンションの1階に出店した店舗で、開業時に午前10時から午後10時までの12時間営業を行った[5]。

- 関本店（南足柄市[6]）

- クイーンズマート辻堂店（藤沢市、2013年（平成25年）1月27日閉店）[要出典]
- TSUTAYA東大竹店（伊勢原市東大竹113-4[2]、1993年（平成5年）9月開店[2] - 2017年（平成29年）8月20日閉店 [7][出典無効]）
店舗面積385m2[2]。
- TSUTAYA二宮店（中郡二宮町一色3037[2]、1995年（平成7年）12月開店[2] - 2015年（平成27年）5月24日閉店 [8][出典無効]）
店舗面積430m2[2]。
- TSUTAYA東海大学前店（秦野市[2]、1997年（平成9年）11月開店[2] - 2017年（平成29年）9月1日閉店[9][出典無効]）
店舗面積762m2[2]。閉店
- TSUTAYA本鵠沼店（藤沢市本鵠沼312-31[2]、1994年（平成6年）3月開店[2] - ?）
店舗面積438m2[2]。
- TSUTAYA平塚梅屋ユーユー館店（平塚市、? - 2016年（平成28年）5月15日閉店 [10][出典無効]）